# Pearl Jam Twenty (libro)
Pearl Jam Veinte, o PJ20 es un libro de la estadounidense escrito por Jonathan Cohen y Mark Wilkerson. Publicado por Editorial Simon & Schuster, el 13 de septiembre de 2011. 

## Reseña
«Pearl Jam Veinte.» es un libro crónica, con biografía, fotografías oficiales e inéditas de la banda, que celébra los veinte años de rock, también fueron lanzados un DVD y un documental con motivos del aniversario.
Tiene un prólogo de con una introducción de Cameron Crowe, autor del docuemental Pearl Jam Veinte. El libro incluye también entrevistas con los músicos Bruce Springsteen, Neil Young y  Dave Grohl. La primera edición fue agotada en la página oficial de la banda.